# Złomowisko PL
Złomowisko PL – serial telewizyjny nadawany w Polsce od 14 października 2015 do 26 maja 2021 roku na kanale Discovery Channel. Opowiada o złomowiskach w kraju.
Trzy pierwsze odcinki czwartej edycji Złomowisko PL oglądało średnio 218 tys. widzów, co stanowiło najlepszy wynik oglądalności polskiego programu w historii Discovery Channel. W dniu 6 września 2021 roku Discovery Channel ogłosiło, iż nie będzie nowych odcinków Złomowiska PL. Szefowie kanału uznali, że wszystko już w kontekście programu zostało opowiedziane i czas zakończyć produkcję. Zapytani o dalsze losy programu, odpowiedzieli: „Nie planujemy powrotu Złomowiska PL na antenę Discovery Channel w najbliższej przyszłości. Może za jakiś czas, w zmienionej formule.

## Uczestnicy

### Ekipa Janusza (dawniej: Marek i Edek) – zbieracze złomu zPruszkowa(sezon 1–12)
- Marek „Krzykacz” Pawłowski – zbieracz (zm. 31 grudnia 2020 r.)[2]
- Edward „Edek” Kaliński – kierowca Marka
- Janusz „Januszek” Pawłowski – syn Marka
- Joanna „Asia” Pawłowska – żona Marka
- Rafał – kierowca w zastępstwie za Edka
- Emil – kierowca w zastępstwie za Edka
- Adam – szwagier Marka (od 12)
- Grzegorz Kaliński – kierowca, syn Edka (od 12)

### Holdmar – złomowisko zOtwocka(sezon 1–12)
- Sławek Szymański – właściciel
- Kamil Szymański – starszy syn właściciela
- Damian Szymański – młodszy syn właściciela
- Grzegorz „Grześ” – pracownik
- Robert – pracownik
- Jarek – kierowca
- Ireneusz – pracownik
- Mariusz „Papaj” – pracownik

### Desch – złomowisko zLegionowa(sezon 1, 4–8, 12)
- Włodzimierz Deniziak – właściciel
- Jacek Chrzanowski – kierownik
- „Hrabia” – kierowca
- Zbigniew „Jastrząb” Jastrzębski – pracownik
- Kazimierz „Kazik” Gawlik – pracownik (zm. 12 kwietnia 2021 r.)[3]

### Piotro–Stal – złomowisko zTłuszcza(sezon 2–12)
- Piotr „Stalowy” Sikora – właściciel
- Sławomir „Sławek” Sikora – młodszy brat właściciela
- Paweł Kozakiewicz – kierownik
- Marek – wagowy
- Piotrek – pracownik
- Marcin – pracownik
- Zbyszek Zastawny – pracownik
- Boguś „Misiek” – pracownik
- Roman – pracownik
- Jacek Wilczak – palnikowy
- Szymon – kierowca
- Darek „Ghost” Krysiak – pracownik
- Andrzej „Suseł” – pracownik
- „Fajera” – kierowca
- Rafał „Rafałek” – wagowy
- Ernest – wagowy
- Michał „Młody” lub „Pisklak” Oleszczuk – pracownik

### Olmet – złomowisko zTarnowskich Gór(sezon 4–12)
- Przemek Oleś – właściciel
- Janusz Wojewodzic – dyrektor
- Marek Janic – pracownik
- Krzysztof „Kura” Domogała – pracownik
- Wiesław „Kolczyk” Drej – pracownik
- Joachim „Achim” Pietrek – pracownik
- „Ołen” – pracownik

### Zlomuj.pl – autorecykling zRadostowic(sezon 4–12)
- Sonia „Mama” Lokwenc – właścicielka
- Rafał „Tata” Lokwenc – właściciel (zm. 31 sierpnia 2023 r.)[4]
- Rafał „Kapitan” Jawor – pracownik
- Łukasz „Bobek” – pracownik
- „Wiking” – pracownik
- Darek „Kruszyna” – pracownik
- Mariusz „Łoś” – pracownik
- Piotrek „Szejk” – pracownik
- Mirek „Miro” – pracownik
- Sasza – pracownik

### Ekipa Mariusza – zbieracze zKolbud/Pieniężna(sezon 8–12)
- Mariusz „Lucyfer” Potaczała – właściciel
- Bartek „Kuternoga” – zięć Mariusza
- „Mundek” – pracownik
- Paweł „Chudy” – pracownik (8–10)
- Jerzy – pracownik (od 10)
- Kazik – pracownik

### Topicar – złomowisko aut zTarnowa(sezon 12)
- Tomek „Śrubka” – właściciel
- Ernest – kierownik
- Adam – pracownik
- Artur „Młody” – pracownik, syn Adama

### Uniwerstal – złomowisko zBiałegostoku(sezon 11)
- Grzegorz Leszczyński – prezes
- Paulina – kierownik
- Michał Leszczyński – pracownik, syn prezesa
- Wojtek – pracownik
- Sebastian – pracownik
- Radosław Niebrzydowski – wiceprezes, dyrektor generalny

### Bracia Rudzi – firma wyburzeniowa zKani(sezony 1-2, 9)
- Sławek Rybiński – właściciel
- Rafał – pracownik
- Kamil – pracownik
- Norbert Rybiński – syn Sławka

### Dan – Złom – złomowisko zZawiercia(sezon 9–10)
- Albert Danek – właściciel
- Krystian – kierownik
- Krzysiek – pracownik
- Heniek – pracownik
- Józek – pracownik
- Tomek – pracownik
- Władek – kierowca

### J&M – skup złomu zNowogardu(sezon 7)
- Justyna Sawicka – właścicielka
- Maciej Sawicki – właściciel
- Grześ – pracownik
- Maciej – pracownik

### Anna i Maria – zbieraczki zTarnowskich Gór(sezon 7)
- Anna – zbieraczka (młodsza siostra Marii)
- Maria – zbieraczka (starsza siostra Ani)

### Boss – Stal – złomowisko zTarchomina(sezon 3–4)
- Krzysztof – właściciel
- Katarzyna „Kaśka” Raniszewska – prawa ręka szefa
- Darek – pracownik
- Darek „Dafik” – pracownik

### Wiesław i Piotruś – zbieracze zHalinowa(sezon 1–2)
- Wiesław – zbieracz
- Piotruś – syn Wiesława

## Sezony
| Seria | Sezon       | Odcinki      | Premiera serii       | Finał serii       | Godziny emisji |
| ----- | ----------- | ------------ | -------------------- | ----------------- | -------------- |
| 1     | jesień 2015 | 1–4 (4)      | 14 października 2015 | 4 listopada 2015  | środa 21:40    |
| 2     | wiosna 2016 | 5–10 (6)     | 23 marca 2016        | 27 kwietnia 2016  | środa 22:00    |
| 3     | jesień 2016 | 11–19 (9)    | 12 października 2016 | 30 listopada 2016 | środa 22:00    |
| 4     | wiosna 2017 | 20–28 (9)    | 8 lutego 2017        | 29 marca 2017     | środa 22:00    |
| 5     | jesień 2017 | 29–44 (16)   | 30 sierpnia 2017     | 13 grudnia 2017   | środa 22:00    |
| 6     | wiosna 2018 | 45–58 (14)   | 21 marca 2018        | 20 czerwca 2018   | środa 22:00    |
| 7     | jesień 2018 | 59–76 (18)   | 29 sierpnia 2018     | 26 grudnia 2018   | środa 21:00    |
| 8     | wiosna 2019 | 77–92 (16)   | 20 lutego 2019       | 5 czerwca 2019    | środa 21:00    |
| 9     | jesień 2019 | 93–108 (16)  | 21 sierpnia 2019     | 4 grudnia 2019    | środa 21:00    |
| 10    | wiosna 2020 | 109–123 (15) | 26 lutego 2020       | 3 czerwca 2020    | środa 21:00    |
| 11    | jesień 2020 | 124–137 (14) | 26 sierpnia 2020     | 25 listopada 2020 | środa 21:00    |
| 12    | wiosna 2021 | 138–150 (13) | 3 marca 2021         | 26 maja 2021      | środa 21:00    |

## Odcinki[5]

### Sezon 1
| Odcinki | Odcinki | Data premiery | Uczestnicy                                 |
| ------- | ------- | ------------- | ------------------------------------------ |
| 1       | 1       | 14.10.2015    | Marek i Edek, Desch, Holdmar               |
| 2       | 2       | 21.10.2015    | Marek i Edek, Holdmar, Desch               |
| 3       | 3       | 28.10.2015    | Marek i Edek, Holdmar, Desch, Bracia Rudzi |
| 4       | 4       | 04.11.2015    | Marek i Edek, Holdmar, Desch, Bracia Rudzi |

### Sezon 2
| Odcinki | Odcinki | Data premiery | Uczestnicy                                              |
| ------- | ------- | ------------- | ------------------------------------------------------- |
| 5       | 1       | 23.03.2016    | Marek i Edek, Piotro – Stal, Holdmar, Wiesław i Piotruś |
| 6       | 2       | 30.03.2016    | Marek i Edek, Piotro – Stal, Holdmar, Bracia Rudzi      |
| 7       | 3       | 06.04.2016    | Marek i Edek, Piotro – Stal, Holdmar                    |
| 8       | 4       | 13.04.2016    | Marek i Edek, Piotro – Stal, Holdmar                    |
| 9       | 5       | 20.04.2016    | Marek i Edek, Piotro – Stal, Holdmar                    |
| 10      | 6       | 27.04.2016    | Marek i Edek, Piotro – Stal, Holdmar                    |

### Sezon 3
| Odcinki | Odcinki | Data premiery | Uczestnicy                                        |
| ------- | ------- | ------------- | ------------------------------------------------- |
| 11      | 1       | 12.10.2016    | Marek i Edek, Piotro – Stal, Boss – Stal          |
| 12      | 2       | 19.10.2016    | Marek i Edek, Piotro – Stal, Boss – Stal          |
| 13      | 3       | 26.10.2016    | Marek i Edek, Piotro – Stal, Boss – Stal          |
| 14      | 4       | 02.11.2016    | Marek i Edek, Piotro – Stal, Boss – Stal          |
| 15      | 5       | 09.11.2016    | Marek i Edek, Piotro – Stal, Boss – Stal          |
| 16      | 6       | 16.11.2016    | Marek i Edek, Piotro – Stal, Boss – Stal          |
| 17      | 7       | 23.11.2016    | Marek i Edek, Piotro – Stal, Holdmar, Boss – Stal |
| 18      | 8       | 30.11.2016    | Marek i Edek, Piotro – Stal, Holdmar, Boss – Stal |
| 19      | 9       | 30.11.2016    | Marek i Edek, Piotro – Stal, Holdmar, Boss – Stal |

### Sezon 4
| Odcinki | Odcinki | Data premiery | Uczestnicy                                                          |
| ------- | ------- | ------------- | ------------------------------------------------------------------- |
| 20      | 1       | 08.02.2017    | Marek i Edek, Piotro – Stal, Zlomuj.pl                              |
| 21      | 2       | 15.02.2017    | Marek i Edek, Piotro – Stal, Zlomuj.pl                              |
| 22      | 3       | 22.02.2017    | Marek i Edek, Piotro – Stal, Zlomuj.pl                              |
| 23      | 4       | 01.03.2017    | Marek i Edek, Piotro – Stal, Olmet                                  |
| 24      | 5       | 08.03.2017    | Marek i Edek, Piotro – Stal, Zlomuj.pl                              |
| 25      | 6       | 15.03.2017    | Marek i Edek, Piotro – Stal, Zlomuj.pl                              |
| 26      | 7       | 22.03.2017    | Marek i Edek, Piotro – Stal, Zlomuj.pl                              |
| 27      | 8       | 29.03.2017    | Marek i Edek, Piotro – Stal, Olmet                                  |
| 28      | 9       | 29.03.2017    | Marek i Edek, Piotro – Stal, Boss – Stal, Holdmar, Desch, Zlomuj.pl |

### Sezon 5
| Odcinki | Odcinki | Data premiery | Uczestnicy                             |
| ------- | ------- | ------------- | -------------------------------------- |
| 29      | 1       | 30.08.2017    | Marek i Edek, Piotro – Stal, Zlomuj.pl |
| 30      | 2       | 06.09.2017    | Marek i Edek, Piotro – Stal, Zlomuj.pl |
| 31      | 3       | 13.09.2017    | Marek i Edek, Piotro – Stal, Holdmar   |
| 32      | 4       | 20.09.2017    | Marek i Edek, Piotro – Stal, Desch     |
| 33      | 5       | 27.09.2017    | Marek i Edek, Piotro – Stal, Olmet     |
| 34      | 6       | 04.10.2017    | Marek i Edek, Piotro – Stal, Zlomuj.pl |
| 35      | 7       | 11.10.2017    | Marek i Edek, Piotro – Stal, Olmet     |
| 36      | 8       | 18.10.2017    | Marek i Edek, Piotro – Stal, Olmet     |
| 37      | 9       | 25.10.2017    | Marek i Edek, Olmet, Desch             |
| 38      | 10      | 01.11.2017    | Marek i Edek, Piotro – Stal, Zlomuj.pl |
| 39      | 11      | 08.11.2017    | Marek i Edek, Piotro – Stal, Holdmar   |
| 40      | 12      | 15.11.2017    | Marek i Edek, Piotro – Stal, Desch     |
| 41      | 13      | 22.11.2017    | Marek i Edek, Piotro – Stal, Desch     |
| 42      | 14      | 29.11.2017    | Marek i Edek, Piotro – Stal, Olmet     |
| 43      | 15      | 06.12.2017    | Marek i Edek, Piotro – Stal, Olmet     |
| 44      | 16      | 13.12.2017    | Marek i Edek, Piotro – Stal, Zlomuj.pl |

### Sezon 6
| Odcinki | Odcinki | Data premiery | Uczestnicy                             |
| ------- | ------- | ------------- | -------------------------------------- |
| 45      | 1       | 21.03.2018    | Marek i Edek, Piotro – Stal, Holdmar   |
| 46      | 2       | 28.03.2018    | Marek i Edek, Piotro – Stal, Desch     |
| 47      | 3       | 04.04.2018    | Marek i Edek, Piotro – Stal, Holdmar   |
| 48      | 4       | 11.04.2018    | Marek i Edek, Piotro – Stal, Desch     |
| 49      | 5       | 18.04.2018    | Marek i Edek, Piotro – Stal, Olmet     |
| 50      | 6       | 25.04.2018    | Marek i Edek, Piotro – Stal, Zlomuj.pl |
| 51      | 7       | 02.05.2018    | Marek i Edek, Piotro – Stal, Desch     |
| 52      | 8       | 09.05.2018    | Marek i Edek, Piotro – Stal, Olmet     |
| 53      | 9       | 16.05.2018    | Marek i Edek, Zlomuj.pl, Olmet         |
| 54      | 10      | 23.05.2018    | Marek i Edek, Piotro – Stal, Olmet     |
| 55      | 11      | 30.05.2018    | Marek i Edek, Piotro – Stal, Olmet     |
| 56      | 12      | 06.06.2018    | Marek i Edek, Piotro – Stal, Olmet     |
| 57      | 13      | 13.06.2018    | Marek i Edek, Piotro – Stal, Zlomuj.pl |
| 58      | 14      | 20.06.2018    | Marek i Edek, Piotro – Stal, Olmet     |

### Sezon 7
| Odcinki | Odcinki | Data premiery | Uczestnicy                                      |
| ------- | ------- | ------------- | ----------------------------------------------- |
| 59      | 1       | 29.08.2018    | Marek i Edek, Piotro – Stal, Olmet              |
| 60      | 2       | 05.09.2018    | Marek i Edek, Piotro – Stal, Zlomuj.pl          |
| 61      | 3       | 12.09.2018    | Marek i Edek, Anna i Maria, Olmet               |
| 62      | 4       | 19.09.2018    | Marek i Edek, Piotro – Stal, Anna i Maria       |
| 63      | 5       | 26.09.2018    | Marek i Edek, Piotro – Stal, Anna i Maria       |
| 64      | 6       | 03.10.2018    | Marek i Edek, Olmet, J&M                        |
| 65      | 7       | 10.10.2018    | Marek i Edek, Anna i Maria, J&M                 |
| 66      | 8       | 17.10.2018    | Marek i Edek, Piotro – Stal, Desch              |
| 67      | 9       | 24.10.2018    | Marek i Edek, Piotro – Stal, Holdmar            |
| 68      | 10      | 31.10.2018    | Marek i Edek, Piotro – Stal, Holdmar            |
| 69      | 11      | 07.11.2018    | Marek i Edek, Piotr-Stał, Desch                 |
| 70      | 12      | 14.11.2018    | Marek i Edek, Holdmar, J&M                      |
| 71      | 13      | 21.11.2018    | Marek i Edek, Zlomuj.pl, J&M                    |
| 72      | 14      | 28.11.2018    | Marek i Edek, Piotro – Stal, Zlomuj.pl          |
| 73      | 15      | 05.12.2018    | Marek i Edek, Piotro – Stal, Olmet              |
| 74      | 16      | 12.12.2018    | Marek i Edek                                    |
| 75      | 17      | 19.12.2018    | Marek i Edek, Piotro – Stal, Zlomuj.pl, Holdmar |
| 76      | 18      | 26.12.2018    | Marek i Edek, Piotro – Stal, Zlomuj.pl, Holdmar |

### Sezon 8
| Odcinki | Odcinki | Data premiery | Uczestnicy                                  |
| ------- | ------- | ------------- | ------------------------------------------- |
| 77      | 1       | 20.02.2019    | Marek i Edek, Piotro – Stal, Zlomuj.pl      |
| 78      | 2       | 27.02.2019    | Marek i Edek, Piotro – Stal, Zlomuj.pl      |
| 79      | 3       | 06.03.2019    | Marek i Edek, Piotro – Stal, Holdmar        |
| 80      | 4       | 13.03.2019    | Marek i Edek, Piotro – Stal, Holdmar        |
| 81      | 5       | 20.03.2019    | Marek i Edek, Piotro – Stal, Olmet          |
| 82      | 6       | 27.03.2019    | Marek i Edek, Piotro – Stal, Olmet          |
| 83      | 7       | 03.04.2019    | Marek i Edek, Piotro – Stal, Zlomuj.pl      |
| 84      | 8       | 10.04.2019    | Marek i Edek, Desch, Zlomuj.pl              |
| 85      | 9       | 17.04.2019    | Marek i Edek, Desch, Zlomuj.pl              |
| 86      | 10      | 24.04.2019    | Marek i Edek, Piotro – Stal, Ekipa Mariusza |
| 87      | 11      | 01.05.2019    | Marek i Edek, Piotro – Stal, Zlomuj.pl      |
| 88      | 12      | 08.05.2019    | Marek i Edek, Piotro – Stal, Ekipa Mariusza |
| 89      | 13      | 15.05.2019    | Marek i Edek, Holdmar, Ekipa Mariusza       |
| 90      | 14      | 22.05.2019    | Marek i Edek, Piotro – Stal, Ekipa Mariusza |
| 91      | 15      | 29.05.2019    | Marek i Edek, Piotro – Stal, Zlomuj.pl      |
| 92      | 16      | 05.06.2019    | Marek i Edek, Piotro – Stal, Zlomuj.pl      |

### Sezon 9
| Odcinki | Odcinki | Data premiery | Uczestnicy                                                |
| ------- | ------- | ------------- | --------------------------------------------------------- |
| 93      | 1       | 21.08.2019    | Marek i Edek, Holdmar, Zlomuj.pl                          |
| 94      | 2       | 28.08.2019    | Marek i Edek, Olmet, Zlomuj.pl                            |
| 95      | 3       | 04.09.2019    | Marek i Edek, Olmet, Zlomuj.pl                            |
| 96      | 4       | 11.09.2019    | Marek i Edek, Piotro – Stal, Dan – Złom                   |
| 97      | 5       | 18.09.2019    | Marek i Edek, Piotro – Stal, Zlomuj.pl                    |
| 98      | 6       | 25.09.2019    | Marek i Edek, Ekipa Mariusza, Dan - Złom                  |
| 99      | 7       | 02.10.2019    | Marek i Edek, Ekipa Mariusza, Piotro – Stal               |
| 100     | 8       | 09.10.2019    | Marek i Edek, Ekipa Mariusza, Piotro – Stal               |
| 101     | 9       | 16.10.2019    | Marek i Edek, Piotro – Stal, Bracia Rudzi                 |
| 102     | 10      | 23.10.2019    | Marek i Edek, Piotro – Stal, Bracia Rudzi, Ekipa Mariusza |
| 103     | 11      | 30.10.2019    | Marek i Edek, Piotro – Stal, Zlomuj.pl                    |
| 104     | 12      | 06.11.2019    | Marek i Edek, Zlomuj.pl, Ekipa Mariusza                   |
| 105     | 13      | 13.11.2019    | Marek i Edek, Ekipa Mariusza, Olmet                       |
| 106     | 14      | 20.11.2019    | Marek i Edek, Ekipa Mariusza, Olmet                       |
| 107     | 15      | 27.11.2019    | Marek i Edek, Piotro – Stal, Zlomuj.pl                    |
| 108     | 16      | 04.12.2019    | Marek i Edek, Holdmar, Olmet                              |

### Sezon 10
| Odcinki | Odcinki | Data premiery | Uczestnicy                                  |
| ------- | ------- | ------------- | ------------------------------------------- |
| 109     | 1       | 26.02.2020    | Marek i Edek, Piotro – Stal, Ekipa Mariusza |
| 110     | 2       | 04.03.2020    | Marek i Edek, Piotro – Stal, Ekipa Mariusza |
| 111     | 3       | 11.03.2020    | Marek i Edek, Piotro – Stal, Olmet          |
| 112     | 4       | 18.03.2020    | Marek i Edek, Olmet, Zlomuj.pl              |
| 113     | 5       | 25.03.2020    | Marek i Edek, Olmet, Dan – Złom             |
| 114     | 6       | 01.04.2020    | Marek i Edek, Holdmar, Dan – Złom           |
| 115     | 7       | 08.04.2020    | Marek i Edek, Holdmar, Ekipa Mariusza       |
| 116     | 8       | 15.04.2020    | Marek i Edek, Zlomuj.pl, Ekipa Mariusza     |
| 117     | 9       | 22.04.2020    | Marek i Edek, Olmet, Ekipa Mariusza         |
| 118     | 10      | 29.04.2020    | Marek i Edek, Zlomuj.pl, Dan – Złom         |
| 119     | 11      | 06.05.2020    | Marek i Edek, Piotro – Stal, Ekipa Mariusza |
| 120     | 12      | 13.05.2020    | Marek i Edek, Piotro – Stal, Ekipa Mariusza |
| 121     | 13      | 20.05.2020    | Marek i Edek, Piotro – Stal, Olmet          |
| 122     | 14      | 27.05.2020    | Marek i Edek, Piotro – Stal, Zlomuj.pl      |
| 123     | 15      | 03.06.2020    | Marek i Edek, Olmet, Zlomuj.pl              |

### Sezon 11
| Odcinki | Odcinki | Data premiery | Uczestnicy                                  |
| ------- | ------- | ------------- | ------------------------------------------- |
| 124     | 1       | 26.08.2020    | Marek i Edek, Olmet, Piotro – Stal          |
| 125     | 2       | 02.09.2020    | Marek i Edek, Olmet, Piotro – Stal          |
| 126     | 3       | 09.09.2020    | Marek i Edek, Olmet, Piotro – Stal          |
| 127     | 4       | 16.09.2020    | Marek i Edek, Piotro – Stal, Uniwerstal     |
| 128     | 5       | 23.09.2020    | Marek i Edek, Olmet, Uniwerstal             |
| 129     | 6       | 30.09.2020    | Marek i Edek, Piotro – Stal, Uniwerstal     |
| 130     | 7       | 07.10.2020    | Marek i Edek, Piotro – Stal, Uniwerstal     |
| 131     | 8       | 14.10.2020    | Marek i Edek, Piotro – Stal, Uniwerstal     |
| 132     | 9       | 21.10.2020    | Marek i Edek, Zlomuj.pl, Ekipa Mariusza     |
| 133     | 10      | 28.10.2020    | Marek i Edek, Zlomuj.pl, Ekipa Mariusza     |
| 134     | 11      | 04.11.2020    | Marek i Edek, Zlomuj.pl, Ekipa Mariusza     |
| 135     | 12      | 11.11.2020    | Marek i Edek, Zlomuj.pl, Ekipa Mariusza     |
| 136     | 13      | 18.11.2020    | Marek i Edek, Ekipa Mariusza, Piotro – Stal |
| 137     | 14      | 25.11.2020    | Marek i Edek, Zlomuj.pl, Holdmar            |

### Sezon 12
| Odcinek   | Odcinek   | Premiera      | Temat                                                                                         |
| --------- | --------- | ------------- | --------------------------------------------------------------------------------------------- |
| Specjalny | Specjalny | 24.02.2021    | odcinek specjalny poświęcony zmarłemu pod koniec 2020 roku Markowi „Krzykaczowi” Pawłowskiemu |
| Odcinki   | Odcinki   | Data premiery | Uczestnicy                                                                                    |
| 138       | 1         | 03.03.2021    | Marek i Edek, Piotro – Stal, Zlomuj.pl                                                        |
| 139       | 2         | 10.03.2021    | Marek i Edek, Zlomuj.pl, Holdmar                                                              |
| 140       | 3         | 17.03.2021    | Marek i Edek, Olmet, Desch                                                                    |
| 141       | 4         | 24.03.2021    | Marek i Edek, Piotro – Stal, Zlomuj.pl                                                        |
| 142       | 5         | 31.03.2021    | Marek i Edek, Olmet, Ekipa Mariusza                                                           |
| 143       | 6         | 07.04.2021    | Marek i Edek, Piotro-Stal, Ekipa Mariusza                                                     |
| 144       | 7         | 14.04.2021    | Marek i Edek, Piotro-Stal, Topicar                                                            |
| 145       | 8         | 21.04.2021    | Ekipa Janusza, Piotro-Stal, Ekipa Mariusza                                                    |
| 146       | 9         | 28.04.2021    | Ekipa Janusza, Zlomuj.pl, Ekipa Mariusza                                                      |
| 147       | 10        | 05.05.2021    | Ekipa Janusza, Piotro-Stal, Olmet, Topicar                                                    |
| 148       | 11        | 12.05.2021    | Ekipa Janusza, Piotro-Stal, Holdmar                                                           |
| 149       | 12        | 19.05.2021    | Ekipa Janusza, Piotro-Stal, Zlomuj.pl                                                         |
| 150       | 13        | 26.05.2021    | Ekipa Janusza, Piotro-Stal, Zlomuj.pl                                                         |

## Oglądalność programu[5]
| Sezon     | AMR     |
| --------- | ------- |
| 1         | 130 138 |
| 2         | 147 478 |
| 3         | 158 390 |
| 4         | 213 803 |
| 5         | 277 046 |
| 6         | 258 206 |
| 7         | 312 818 |
| 8         |         |
| 9         |         |
| 10        |         |
| 11        |         |
| Specjalny | 479 564 |
| 12        |         |

## Nagrody i wyróżnienia
- Effie 2017 w kategorii Branded Content (srebrne Effie)[8].